# Alex Ross (critico musicale)
Alex Ross (Washington, 1968) è un critico musicale statunitense. Fa parte dello staff della rivista The New Yorker dal 1996 e ha scritto i libri The Rest Is Noise: Listening to the Twentieth Century (2007) e Listen to This (2011).

## Biografia
Ross si è laureato nel 1986 alla St. Albans School di Washington, D.C., dopo aver precedentemente frequentato la Potomac School di McLean, in Virginia. Si è laureato nel 1990 alla Università di Harvard, dove ha studiato con il compositore Peter Lieberson ed è stato DJ nei dipartimenti rock classici e underground della stazione radio del college, la WHRB. Ha guadagnato un Harvard A.B. in inglese summa cum laude per una tesi su James Joyce.

### Carriera giornalistica
Dal 1992 al 1996 Ross è stato critico musicale al New York Times. Ha anche scritto per The New Republic, Slate, London Review of Books, Lingua Franca, Fanfare e Feed. Ha contribuito per la prima volta a The New Yorker nel 1993 ed è diventato membro del personale come giornalista nel 1996.

### Libri
Il suo primo libro, The Rest Is Noise: Listening to the Twentieth Century, una storia culturale della musica dal 1900, è stato pubblicato negli Stati Uniti nel 2007 da Farrar, Straus e Giroux e nel Regno Unito nel 2008. Il libro ha ricevuto grande apprezzamento dalla critica negli Stati Uniti, ottenendo un National Book Critics Circle Award, un posto nella lista del New York Times dei dieci migliori libri del 2007 e una citazione come finalista per il Premio Pulitzer in saggistica generale. Il libro è stato anche selezionato per il Premio Samuel Johnson del 2008 per la saggistica.. È stato tradotto in italiano nel 2009 con il titolo Il resto è rumore.
Il suo secondo libro, Listen to This, è stato pubblicato negli Stati Uniti nel settembre 2010 da Farrar, Straus e Giroux ed è stato pubblicato nel Regno Unito nel novembre 2010.

### Riconoscimenti
Ha ricevuto una borsa di studio MacArthur Fellowship, tre ASCAP Deems Taylor Awards per la scrittura musicale e una borsa di studio Holtzbrinck all'American Academy di Berlino. Nel 2012 ha ricevuto il Premio Belmont per la musica contemporanea al pèlerinages Art Festival di Weimar. Nel 2016 gli è stato assegnato il premio Champion of New Music dall'American Composers Forum.

## Vita privata
Alex Ross ha sposato il regista Jonathan Lisecki in Canada nel 2006.